# De Bird (waterschap)
De Bird was een klein waterschap in de gemeente Idaarderadeel in de Nederlandse provincie Friesland.
Het waterschap werd opgericht in 1957 en gevormd uit de waterschappen De Nije Borgkrîte en De Driehuistervaart. Het nieuwe waterschap omvatte het gebied van beide bovengenoemde waterschappen, met daarbij het grondgebied van ca. 10 particuliere polders. Doel was het sterk verbeteren van de waterhuishouding in het gebied.
Het gebied van het voormalige waterschap maakt sinds 2004 deel uit van het Wetterskip Fryslân.